# Кайхо Юсьо
Кайхо Юсьо (1533—1615) — японський художник періоду Адзуті-Момояма. Його роботи суттєво вплинули на наступні покоління японських художників. Засновник школи Кайхо.

## Життєпис
Походив з самурайського стану. П'ятий син Кайхо Цунатіка, васала даймьо Адзая Наґамаси, володаря провінції Омі. Народився 1533 року. Отримав ім'я Сьокей. Йому було обрано кар'єру ченця. В дитинстві навчався у монастирі Тофуку-дзі в Кіото. Згодом став ченцем в миру. Тривалий час займався виключно чернечими справами. 1573 року після знищення клану Азай (тоді ж загинув батько і старші брати Юсьо) повернувся до світського життя, щоб допомогти зберегтися своїй родині.
Лише у 40 років звернувся до малювання, вступивши до школи Кано. Навчався за різними відомостями у Кано Мотонобу або Кано Ейтоку. Узяв псевдонім Юсьо («Друг сосни»). У 1580-ті роки виконував розпис палацу Дзюракудай в Кіото на замовлення Тойотомі Хідейосі. Також отримував замовлення від імператора Ґо-Йодзея.
Після смерті Кано Ейтокузумів потіснити від імператорських замовлень його нащадків, особливо після встановлення влади сьогунату Токугава. Заснував власну школу Кайхо, яку після смерті Юсьо в 1615 році очолив його сину Кайхо Юсецу.

## Творчість
Спочатку працював у стилі сунського художника художника Лян Кая, виконуючи монохромні малюнки тушшю. При цьому використовував «зменшений штрих» (ґемпіцу). Згодом запозичив від школи Кано застосування більшої кількості кольорів і золота. Поєднував із сунськими техніками, насамперед при створенні людських фігур (малював їх широкими рисками). Він був майстром з розпису ширм і розсувних перегородок (фусума). Обличчя прописував тонким пензлем, а складки одягу у Кайхо Юсьо надзвичайно детально розроблено. Остання обставина була помічена сучасниками і наступними поколіннями як відмітна властивість Юсьо, тому його стиль називають також «фукурімі-е» («мішковий живопис»). У пейзажах Кайхо Юсьо найчастіше силуетом далекої гори ніби ставить задню кулісу і тим самим замикає простір, що зображає.
Відомими творами є «Сосни, бамбук і сливи», «Сосна і камелії», три подвійні ширми «Квіти і трави», «Чотири мистецтва», ширма «Пейзаж у чотири пори року», шестистулкові ширми бьобу, розписані в жанрі «квіти і птахи» в монастирі Мьосінд-зі в Кіото. Є автором фусума і 50 вертикальних сувоїв для внутрішнього оздоблення головної будівлі Дзьокьо-ан монастиря Кеннін-дзі в Кіото (1599 рік).